# Neoterebra roperi
Neoterebra roperi é uma espécie de gastrópode do gênero Neoterebra, pertencente a família Terebridae.